# Laojunshan Zhen
Laojunshan Zhen (kinesiska: 老君山, 老君山镇) är en köping i Kina. Den ligger i provinsen Yunnan, i den sydvästra delen av landet, omkring 350 kilometer nordväst om provinshuvudstaden Kunming. Antalet invånare är 16 798. Befolkningen består av 8 305 kvinnor och 8 493 män. Barn under 15 år utgör 22,0 %, vuxna 15-64 år 69 %, och äldre över 65 år 7,0 %.
Genomsnittlig årsnederbörd är 992 millimeter. Den regnigaste månaden är juli, med i genomsnitt 302 mm nederbörd, och den torraste är november, med 7 mm nederbörd.